# Pennilabium naja
Pennilabium naja är en orkidéart som beskrevs av P.O'byrne. Pennilabium naja ingår i släktet Pennilabium och familjen orkidéer.
Artens utbredningsområde är Sulawesi. Inga underarter finns listade i Catalogue of Life.